# Clarkston (Geórgia)
Clarkston é uma cidade localizada no estado americano da Geórgia, no Condado de DeKalb.

## Geografia
De acordo com o United States Census Bureau, a cidade tem uma área de 2,8 km²

### Localidades na vizinhança
O diagrama seguinte representa as localidades num raio de 8 km ao redor de Clarkston. 

## Demografia
Segundo o censo nacional de 2010, a sua população é de 7 554 habitantes e sua densidade populacional é de 2 675,8 hab/km². É a cidade mais densamente povoada da Geórgia. Possui 2 883 residências, que resulta em uma densidade de 1 021,22 residências/km².